# Guilherme, Duque de Saxe-Weimar

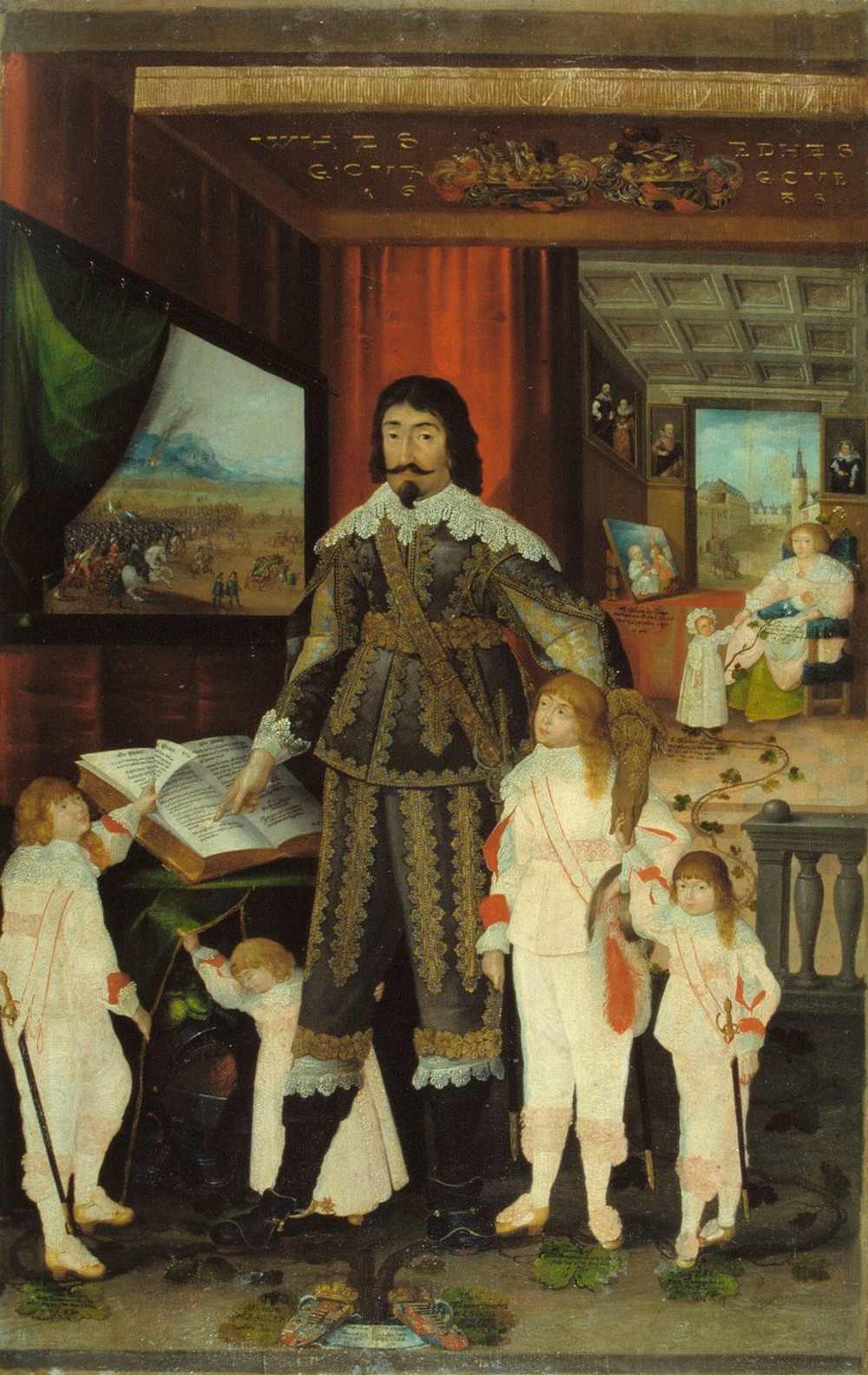
Guilherme com a sua esposa e filhos.

Guilherme, Duque de Saxe-Weimar (11 de Abril de 1598 – 17 de Maio de 1662), foi um duque de Saxe-Weimar.
Guilherme era o quinto filho (terceiro a chegar à idade adulta) de João II, Duque de Saxe-Weimar, e da princesa Doroteia Maria de Anhalt. Era irmão do príncipe Bernardo de Saxe-Weimar, um conhecido general protestante da Guerra dos Trinta Anos, e de Ernesto I, Duque de Saxe-Gotha (depois Altemburgo), um governante bem-sucedido e popular conhecido como "o Devoto".

## Juventude
Tal como os seus irmãos João Ernesto e Frederico, Guilherme estudou na Universidade de Jena. Mais tarde, acompanhou os seus irmãos nos seus estudos no estrangeiro. A sua viagem educacional começou em finais de Agosto de 1613; os irmão visitaram a França, a Grã-Bretanha e os Países Baixos antes de regressarem ao seu país natal em 1614.
Alguns anos mais tarde, a 24 de Agosto de 1617, durante o funeral da sua mãe, Guilherme ajudou a criar a Sociedade Frutífera. Em 1651 tornou-se no segundo chefe da sociedade.

## Reinado
Em 1620, Guilherme tornou-se regente de todos os estados do seu irmão mais velho, João Ernesto, depois de este ser banido por se recusar a obedecer ao sacro-imperador. Quando João Ernesto morreu em 1626, Guilherme herdou o título de duque de Saxe-Weimar.
Um ano depois, Guilherme foi nomeado membro da Ordem da Estabilidade. Durante os anos de 1622-1623, criou uma federação patriótica, a Friedbund Alemã, para promover os estados alemães e as liberdades religiosas. O tio materno de Guilherme, Luís I, Príncipe de Anhalt-Köthen, deu um contributo financeiro generoso para ajudar essa federação.

## Subida ao poder
Guilherme aliou-se aos seus irmãos durante a Guerra dos Trinta Anos, prestando serviço militar ás ordens de Ernst von Mansfeld e Jorge Frederico, Marquês de Baden-Durlach. Mais tarde, foi promovido quando prestava serviço às ordens de Cristiano, o Jovem de Brunswick.
Durante a divisão os estados paternos em 1640, Guilherme ficou com Weimar e Jena e o seu irmão mais novo, Alberto, recebeu Eisenach. Quando Alberto morreu sem deixar descendentes em 1644, Guilherme passou a controlar toda a herança.
Foi o rei Gustavo II Adolfo da Suécia o responsável pela subida rápida de Guilherme pelos rankings militares. No entanto, após a sua morte, o conde Axel Oxenstierna conseguiu impedir com sucesso que Guilherme assumisse outro comando como tenente-general e Guilherme teve também de concordar com a Paz de Praga de 1635.
Quando Luís I, Príncipe de Anhalt-Köthen morreu a 7 de Janeiro de 1650, os membros da Sociedade Frutífera decidiram que Guilherme devia sucedê-lo como chefe da sociedade. Após o período de luto obrigatório, Guilherme tornou-se o novo chefe a 8 de Maio de 1651, uma posição que manteve até ao fim da vida. No entanto, ao contrário do seu antecessor, apenas se limitou a tarefas representativas.

## Casamento e descendência
A 23 de Maio de 1625, Guilherme casou-se em Weimar com a princesa Leonor Doroteia, filha de João Jorge I, Prince of Anhalt-Dessau. Tiveram nove filhos:
1. Guilherme de Saxe-Weimar (26 de Março de 1626 - 1 de Novembro de 1626).
2. João Ernesto II, Duque de Saxe-Weimar (11 de Setembro de 1627 - 15 de Maio de 1683), casado com a princesa Cristina Isabel de Schleswig-Holstein-Sonderburg; com descendência.
3. João Guilherme de Saxe-Weimar (16 de Agosto de 1630 - 16 de Maio de 1639), morreu aos oito anos de idade.
4. Adolfo Guilherme, Duque de Saxe-Eisenach (b. Weimar, 14 May 1632 - d. Eisenach, 22 November 1668), casado com Maria Isabel de Brunswick-Wolfenbüttel; com descendência.
5. João Jorge I, Duque de Saxe-Marksuhl, depois de Saxe-Eisenach (12 de Julho de 1634 - 19 de Setembro de 1686). avô da princesa Carolina de Brandemburgo-Ansbach, rainha consorte do rei Jorge II da Grã-Bretanha.
6. Guilhermina Leonor de Saxe-Weimar (7 de Junho de 1636 - 1 de Abril de 1653), morreu aos dezasseis anos de idade.
7. Bernardo II, Duque de Saxe-Jena (14 de Outubro de 1638 - 3 de Maio de 1678), casado com Marie Charlotte de la Trémoille; com descendência.
8. Frederico de Saxe-Weimar (19 de Março de 1640 - 19 de Agosto de 1656), morreu aos dezasseis anos de idade.
9. Doroteia Maria de Saxe-Weimar (14 de Outubro de 1641 - 11 de Junho de 1675), casada com Mauricio, Duque de Saxe-Zeitz; com descendência.[1]

## Legado
É retratado de forma positiva como uma figura na série de livros de ficção "1632", também conhecida como o "verso de 1632" ou a série "Anel de Fogo", uma série de livros de história alternativa co-escrita e coordenada pelo historiador Eric Flint.

## Genealogia
| Guilherme, Duque de Saxe-Weimar | Pai: João II, Duque de Saxe-Weimar | Avô paterno: João Guilherme, Duque de Saxe-Weimar  | Bisavô paterno: João Frederico I da Saxônia                     |
| Guilherme, Duque de Saxe-Weimar | Pai: João II, Duque de Saxe-Weimar | Avô paterno: João Guilherme, Duque de Saxe-Weimar  | Bisavó paterna: Síbila de Cleves                                |
| Guilherme, Duque de Saxe-Weimar | Pai: João II, Duque de Saxe-Weimar | Avó paterna: Doroteia Susana do Palatinado-Simmern | Bisavô paterno: Frederico III, Eleitor Palatino                 |
| Guilherme, Duque de Saxe-Weimar | Pai: João II, Duque de Saxe-Weimar | Avó paterna: Doroteia Susana do Palatinado-Simmern | Bisavó paterna: Maria de Brandenburg-Kulmbach                   |
| Guilherme, Duque de Saxe-Weimar | Mãe: Doroteia Maria de Anhalt      | Avô materno: Joaquim Ernesto, Príncipe de Anhalt   | Bisavô materno: João V, Príncipe de Anhalt-Zerbst               |
| Guilherme, Duque de Saxe-Weimar | Mãe: Doroteia Maria de Anhalt      | Avô materno: Joaquim Ernesto, Príncipe de Anhalt   | Bisavó materna: Margarida de Brandemburgo, Duquesa da Pomerânia |
| Guilherme, Duque de Saxe-Weimar | Mãe: Doroteia Maria de Anhalt      | Avó materna: Leonor de Württemberg                 | Bisavô materno: Cristóvão, Duque de Württemberg                 |
| Guilherme, Duque de Saxe-Weimar | Mãe: Doroteia Maria de Anhalt      | Avó materna: Leonor de Württemberg                 | Bisavó materna: Ana Maria de Brandenburg-Ansbach                |